# The Red Flag
The Red Flag (in inglese La bandiera rossa) è una canzone politica in lingua inglese  di stampo socialista. Il brano è composto da sei strofe, ciascuna seguita da un coro, ed è cantata sulle note di O Tannenbaum. Il testo, scritto da Jim Connell, inneggia i sacrifici e la solidarietà tra i membri del movimento operaio.

## Storia
Il testo di The Red Flag venne scritto dall'attivista irlandese Jim Connell nel 1889. Originariamente Connell voleva che la canzone fosse intonata sulla melodia di The White Cockade, inno filo-giacobita scritto da Robert Burns. Nonostante ciò, negli anni novanta del secolo, venne popolarizzata la rivisitazione di Adolphe Smith Headingley, che era invece accompagnata dalle note di O Tannenbaum; questa versione venne disapprovata da Connell, che la definì "musica da chiesa" e la giudicò di natura eccessivamente conservatrice.
Il brano comparve nella prima edizione del Little Red Songbook (1909), edito dal sindacato statunitense Industrial Workers of the World.
Oggi la traccia viene utilizzata come inno da numerosi partiti laburisti, quali quello britannico, nordirlandese e irlandese; fino agli anni 1940, veniva anche utilizzata dal partito laburista neozelandese.

## Cover
Tra le diverse cover della traccia si segnalano quelle di Shakin' Stevens (1982), Robert Wyatt (1982) e Billy Bragg in coppia con Dick Gaughan (1990).